# 沙拉特·卡迈勒
沙拉特·卡迈勒（Sharath Kamal，1982年7月12日—），印度男子乒乓球运动员，2018年亚洲运动会男子团体和混合双打铜牌得主、2021年亚洲乒乓球锦标赛男子团体和男子双打铜牌得主、2023年亚洲乒乓球锦标赛男子团体铜牌得主。